# كلارنس روبنسون
كلارنس روبنسون (بالإنجليزية: Clarence Robison)‏ هو منافس ألعاب قوى أمريكي، ولد في 18 يونيو 1923، وتوفي في 26 سبتمبر 2006.

## وصلات خارجية
- كلارنس روبنسون على موقع أوليمبيديا (الإنجليزية)